# Gymnocalycium schickendantzii
Gymnocalycium schickendantzii är en kaktusväxtart som först beskrevs av Frédéric Albert Constantin Weber, och fick sitt nu gällande namn av Nathaniel Lord Britton och Joseph Nelson Rose. Gymnocalycium schickendantzii ingår i släktet Gymnocalycium och familjen kaktusväxter.

## Underarter
Arten delas in i följande underarter:
- G. s. delaetii
- G. s. schickendantzii

## Bildgalleri

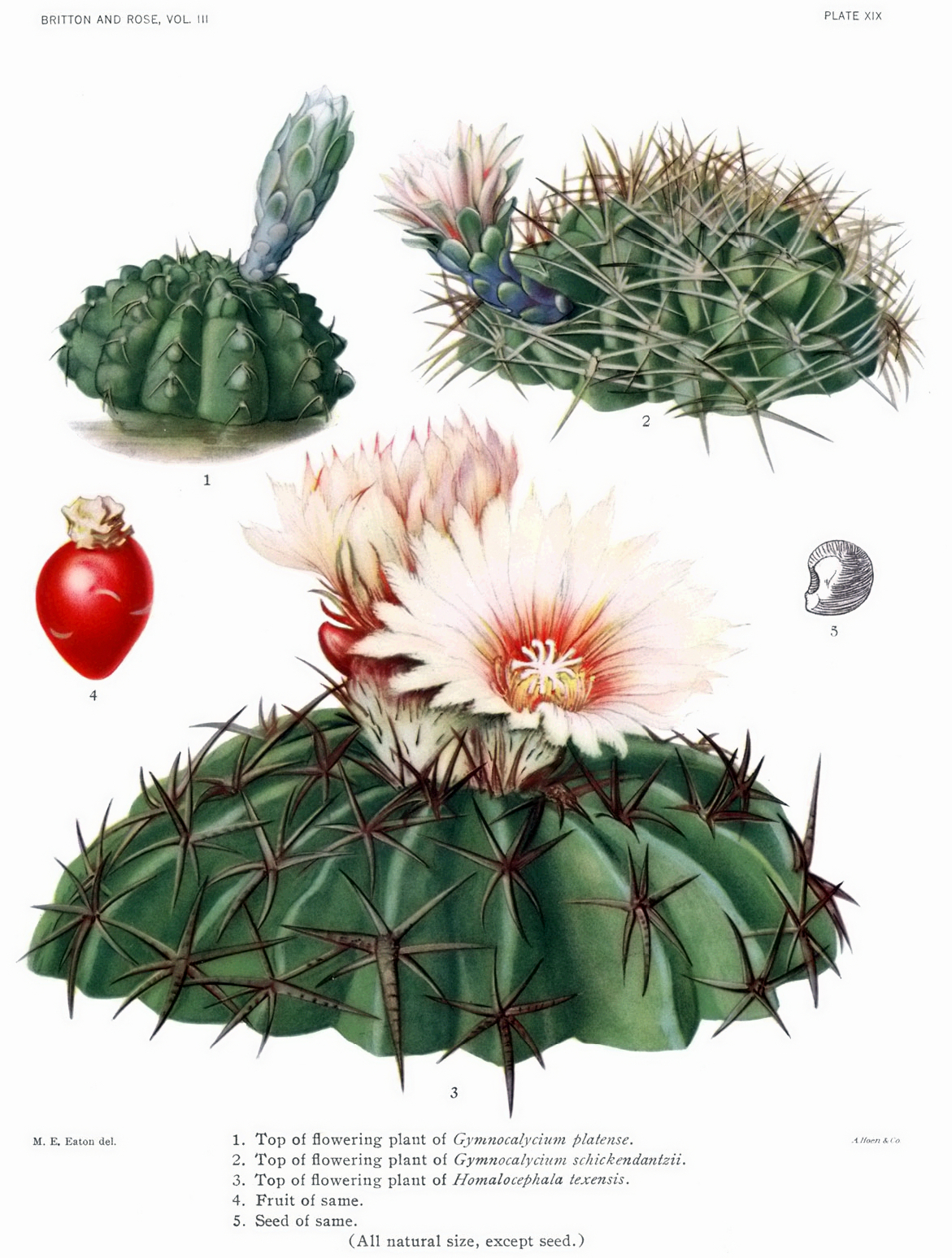